# Thamnurgus
Thamnurgus är ett släkte av skalbaggar. Thamnurgus ingår i familjen vivlar.

## Dottertaxa tillThamnurgus, i alfabetisk ordning[1]
- Thamnurgus africanus
- Thamnurgus armeniacus
- Thamnurgus babai
- Thamnurgus brylinskyi
- Thamnurgus capensis
- Thamnurgus caucasicus
- Thamnurgus characiae
- Thamnurgus concavifrons
- Thamnurgus csikii
- Thamnurgus cylindricus
- Thamnurgus declivis
- Thamnurgus delphinii
- Thamnurgus elegans
- Thamnurgus elongatus
- Thamnurgus euphorbiae
- Thamnurgus euryopsis
- Thamnurgus exul
- Thamnurgus granulicollis
- Thamnurgus grossepunctatus
- Thamnurgus holtzi
- Thamnurgus interpunctatus
- Thamnurgus jeanneli
- Thamnurgus jemeniae
- Thamnurgus joliveti
- Thamnurgus kaltenbachi
- Thamnurgus kenyae
- Thamnurgus kinangopensis
- Thamnurgus latus
- Thamnurgus lobeliae
- Thamnurgus longipilus
- Thamnurgus mairei
- Thamnurgus mandibularis
- Thamnurgus nitellus
- Thamnurgus nitidulus
- Thamnurgus nitidus
- Thamnurgus normandi
- Thamnurgus orientalis
- Thamnurgus pegani
- Thamnurgus petzi
- Thamnurgus posticepunctatus
- Thamnurgus punctatissimus
- Thamnurgus robustus
- Thamnurgus sardus
- Thamnurgus scrutator
- Thamnurgus semirufus
- Thamnurgus senecionis
- Thamnurgus siculus
- Thamnurgus ugandensis
- Thamnurgus varipes
- Thamnurgus villiersi
- Thamnurgus wittei
- Thamnurgus zukwalae